# Байнвіль (Золотурн)
Байнвіль (нім. Beinwil SO) — громада  в Швейцарії в кантоні Золотурн, округ Тірштайн.

## Географія
Громада розташована на відстані близько 50 км на північ від Берна, 18 км на північ від Золотурна.
Байнвіль має площу 22,7 км², з яких на 1,9% дозволяється будівництво (житлове та будівництво доріг), 43,6% використовуються в сільськогосподарських цілях, 54,1% зайнято лісами, 0,4% не є продуктивними (річки, льодовики або гори).

## Демографія
2019 року в громаді мешкало 275 осіб (-8,9% порівняно з 2010 роком), іноземців було 7,3%. Густота населення становила 12 осіб/км².
За віковим діапазоном населення розподілялося таким чином: 22,5% — особи молодші 20 років, 55,3% — особи у віці 20—64 років, 22,2% — особи у віці 65 років та старші. Було 103 помешкань (у середньому 2,7 особи в помешканні).
Із загальної кількості 129 працюючих 88 було зайнятих в первинному секторі, 7 — в обробній промисловості, 34 — в галузі послуг.